# Tokyo Warhearts - Live in Japan
Tokyo Warhearts - Live in Japan è il primo album dal vivo dei Children of Bodom, pubblicato nel 1999.

## Tracce
1. Intro – 1:26
2. Silent Night, Bodom Night – 3:23
3. Lake Bodom – 4:08
4. Warheart – 4:07
5. Bed of Razors – 4:35
6. War of Razors – 2:11
7. Deadnight Warrior – 3:32
8. Hatebreeder – 4:30
9. Touch Like Angel of Death – 5:53
10. Downfall – 4:48
11. Towards Dead End – 6:11

## Formazione
- Alexi Laiho - chitarra e voce
- Alexander Kuoppala - chitarra
- Jaska W. Raatikainen - batteria
- Hennka T. Blacksmith - basso
- Janne Wirman - tastiera